# Резуха повислая
Резу́ха пови́слая, или резуха висячая (лат. Ārabis pēndula) — вид цветковых растений рода Резуха (Arabis) семейства Капустные (Brassicaceae).

## Ареал и среда обитания
Бореальный восточноевропейско-азиатский вид. Произрастает в Средней Азии, Монголии, Китае. В России — в европейской части (восточнее Днепра), в Сибири и на Дальнем Востоке (кроме Арктики). Для произрастания выбирает березняки, лесные опушки, берега рек и ручьев, береговые ивняки и ольшаники, влажные пойменные луга, осыпи речных берегов и оврагов, выходы известняков.

## Ботаническое описание
Однолетние или двулетнее растение. Травянистое. Высота от 40 до 120 см, имеет ветвистый стебель, покрытый вместе с листьями простыми жесткими щетинистыми волосками. Нижние листья черешковые, верхние — сидячие с сердцевидным основанием, продолговато-овальные или овально-ланцетные заостренные, на верхушке тупозубчатые или цельнокрайние.
Соцветие верхушечное кистевидное. Цветки мелкие белые, чашелистики покрыты ветвистыми волосками. Стручки линейные, очень длинные, длиной 5-10 см, плоские, голые, дугообразно изогнутые (отклоненные книзу), створки с выдающейся средней жилкой.
Семена 2 мм длиной с узкой перепончатой каймой.
Цветение в июле — августе, плодоношение в июле — сентябре. Размножается семенами.

## Значение и применение
Листья содержат до 0,1 % алкалоидов.
В Приморское крае хорошо поедается крупно рогатым скотом с начала и до конца лета. На Алтае хорошо поедается маралами.

## Охрана
Включена в Красные книги следующих субъектов РФ: Владимирская область, Вологодская область, Ивановская область, Липецкая область, Московская область, Рязанская область, Тверская область, Тульская область, а также в Красную Книгу  Харьковской области Украины.

## Ботаническая классификация
По современным представлениям, вид Arabis pendula L. является синонимом вида Catolobus pendulus (L.) Al-Shehbaz.